# Virtus Reggio de Calabre
Maillots
Le club de volley-ball féminin de Reggio Calabria, qui a été renommé plusieurs fois au gré des différents sponsors principaux, a aujourd'hui disparu.

## Palmarès
- Championnat d'Italie
  - Finaliste : 1999, 2000.
- Coppa Italia
  - Vainqueur : 2000, 2001.
  - Finaliste : 1999.
- Supercoupe d'Italie
  - Vainqueur : 2000.
- Ligue des champions
  - Finaliste : 2001.
- Coupe de la CEV
  - Vainqueur : 2000.
  - Finaliste : 1998.

## Joueuses majeures
- Olga Potachova  Russie
- Ielena Tiourina  Russie
- Iryna Zhukova  Ukraine
- Elisa Galastri  Italie
- Iliyana Petkova  Bulgarie
- Nataša Osmokrović  Croatie
- Irina Kirillova  Russie
- Simona Gioli  Italie
- Ievguenia Artamonova  Russie
- Marcela Ritschelova  République tchèque
- Cristina Pirv  Roumanie
- Yumilka Ruiz  Cuba
- Marlenis Costa  Cuba
- Ana Fernández  Cuba
- Sylvia Roll  Allemagne
- Zoila Barros  Cuba
- Susanne Lahme  Allemagne
- Nancy Celis  Belgique
- Manuela Leggeri  Italie